# المدفعية الملكية البريطانية
تعتبر المدفعية الملكية البريطانية، والتي يشار إليها عادة باسم المدفعية الملكية ( RA ) والمعروفة بالعامية باسم «المدفعيون» ، الذراع المدفعية للجيش البريطاني .
يتكون الفوج الملكي للمدفعية من ثلاثة عشر فوجًا للجيش النظامي ومدفعية كينج هورس للقوات الملكية وخمس أفواج من الجيش الاحتياطي .

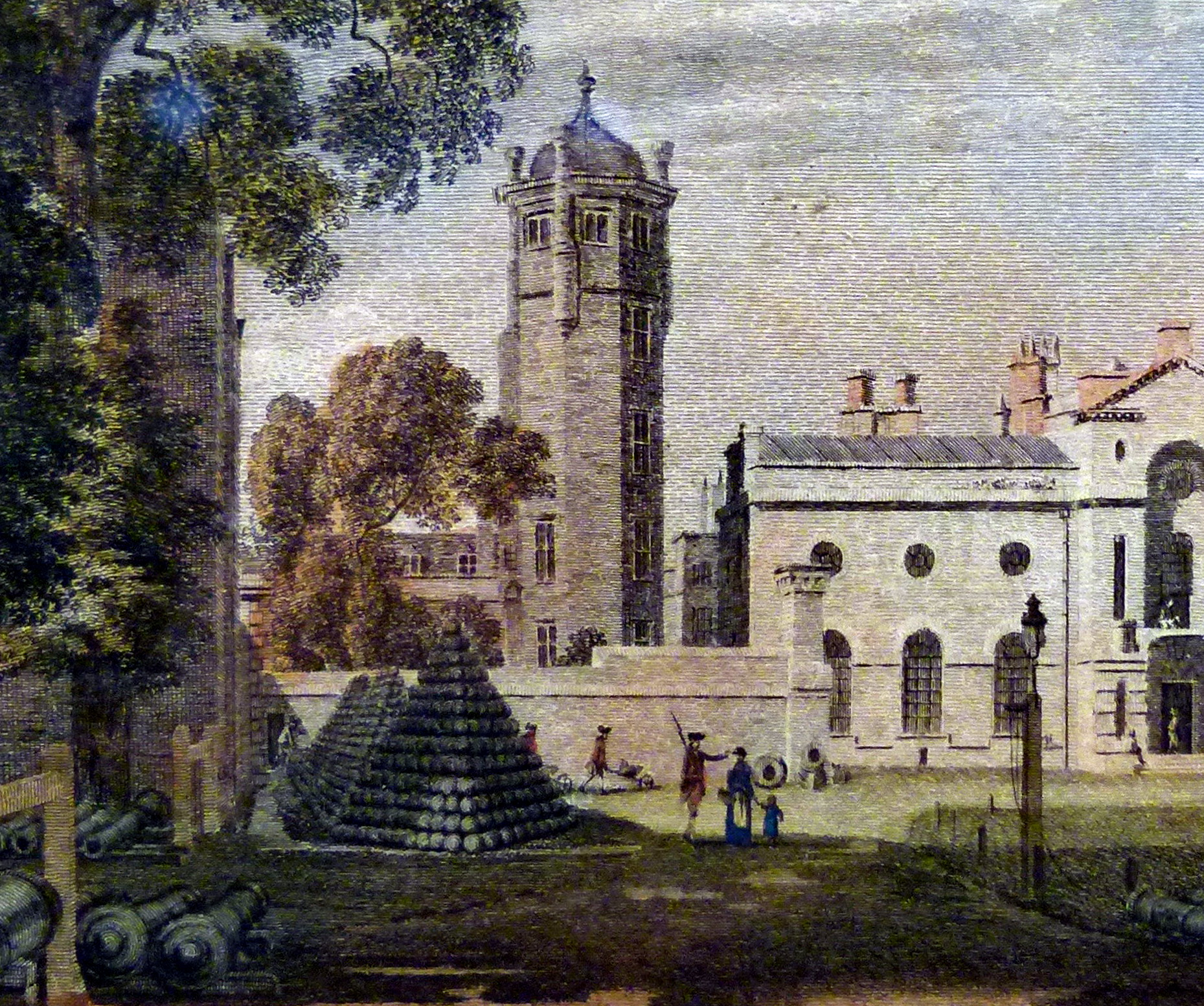
الترسانة الملكية والأكاديمية العسكرية الملكية، حوالي عام 1770 م

## التاريخ

### تشكيل ل 1799
استخدم الجيش الإنجليزي المدفعية في وقت مبكر من معركة كريسي في عام 1346 للميلاد، بينما أسسها هنري الثامن كدورة شبه دائمة في القرن السادس عشر. حتى أوائل القرن الثامن عشر ، تم رفع غالبية الأفواج البريطانية لحملات معينة وتم حلها عند الانتهاء. كان استثناء المدفعية مقرها في برج لندن ، بورتسموث والحصون الأخرى في جميع أنحاء بريطانيا، الذين كانوا تحت سيطرة مكتب الذخائر. كانت أعدادهم صغيرة للغاية ؛ في وقت متأخر من عام 1720 ، كانت المؤسسة الكلية لبريطانيا كلها 41 مدفعًا رئيسيًا و 178 مساعداً للمسلحين .

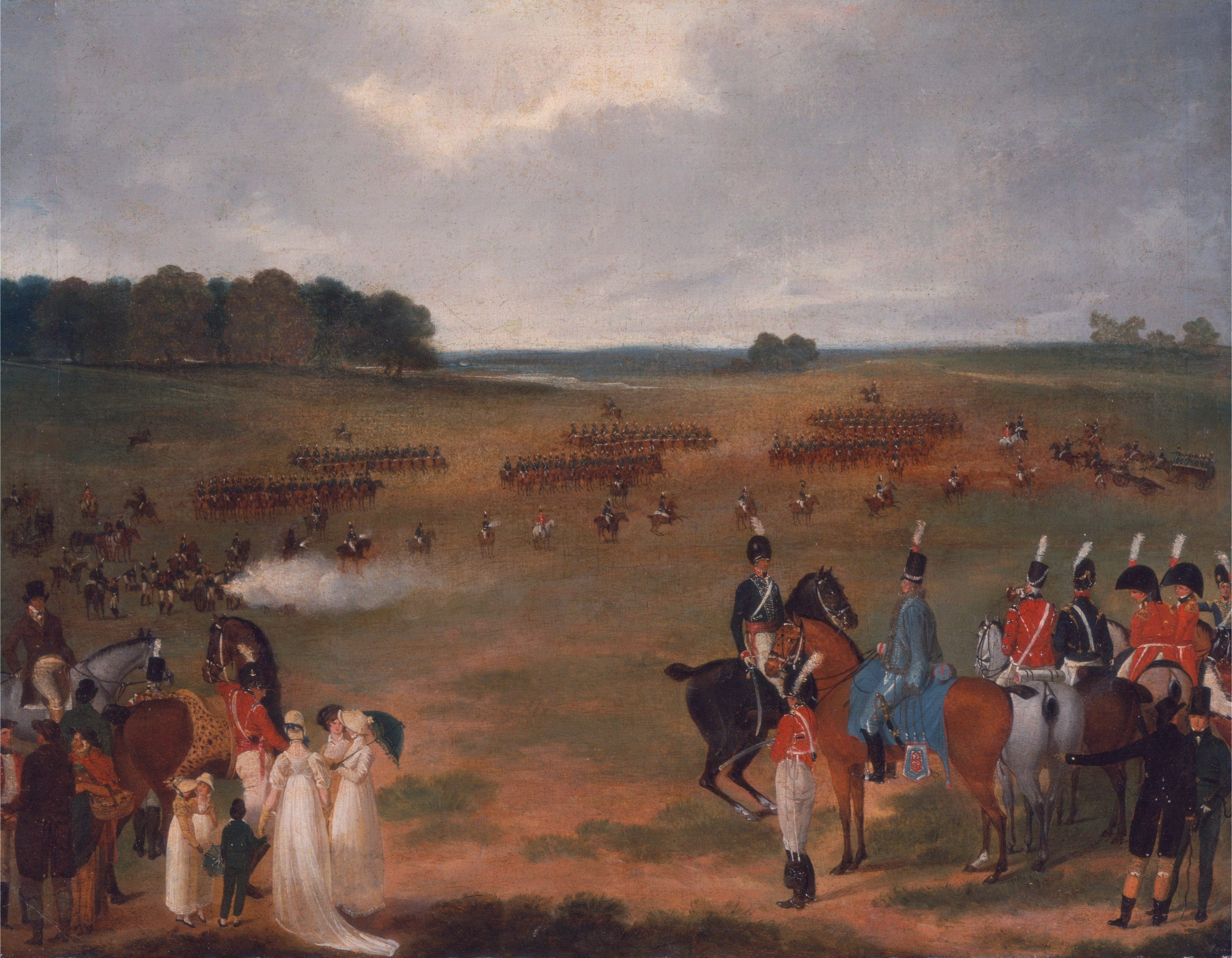
وحدات مدفعية الحصان الملكي ، هايد بارك ، 1804

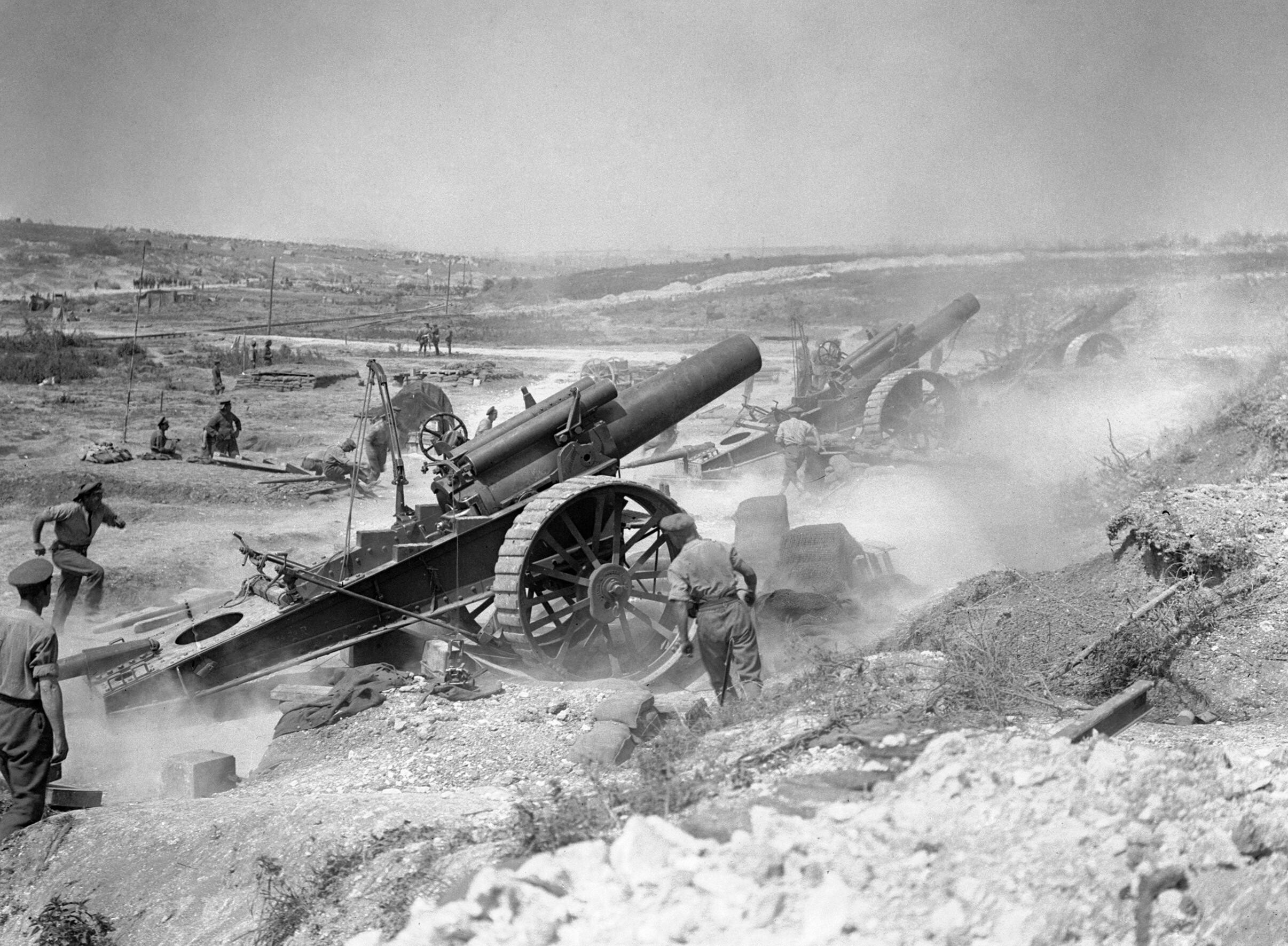
BL 8 بوصة هاوتزر عضو الكنيست 1 - 5 مدافع الهاوتزر من بطارية الحصار 39 ، مدفعية الحامية الملكية ، أثناء القتال بالقرب من فريكورت في الحرب العالمية الأولى.

## المدفعية الملكية اليوم
تم تجهيز المدفعية الملكية بمجموعة متنوعة من المعدات وتؤدي مجموعة واسعة من الأدوار ، بما في ذلك:
- المراقبة والاستحواذ المستهدف / أنظمة الهواء بدون طيار
- كوماندوز والمدفعية المحمولة جوا
- مدفعية ذاتية الدفع
- أنظمة إطلاق الصواريخ المتعددة
- الدفاع الجوي

## الانتماءات
- كندا  - الفوج الملكي للمدفعية الكندية
- أستراليا  - الفوج الملكي للمدفعية الأسترالية
- نيوزيلندا  - الفوج الملكي للمدفعية النيوزيلندية
- الهند  - فوج المدفعية
- باكستان  - فوج المدفعية
- سريلانكا  - سري لانكا المدفعية
- سنغافورة  - مدفعية سنغافورة التطوعية
- مالطا  - القوات المسلحة لمالطا
- ماليزيا  - ريجمين ارتيليري ديراجا
- جبل طارق  - فوج جبل طارق الملكي
- جنوب إفريقيا  - تشكيل المدفعية جنوب أفريقيا

## روابط خارجية
- الفوج الملكي للمدفعية